# Mistrovství Evropy v judu 1965
XV. Mistrovství Evropy v judu za rok 1965 proběhlo v Madridu, Španělsko ve dnech 23. až 24. dubna 1965.

## Informace a program turnaje
- seznam účastníků

V turnaji se bojovalo hracím systémem, který nalosoval judisty do dvou základních skupin. V základních skupinách se bojovalo vyřazovacím způsobem (pavouk) a vítěz každé skupiny sebou vytáhl do oprav judisty, které na své cestě porazil. Ti se následně v opravných skupinách utkali vyřazovacím způsobem mezi sebou. Oba vítězové opravných skupin vyzvali v semifinále oba vítěze základních skupin. Poražení semifinalisté získali automaticky bronzovou medaili (3. místo) a vítězové semifinále se utkali o zlatou medaili (1. místo) ve finále. Bylo poměrně časté, že se ve finále utkali judisté, kteří již v turnaji zápasili resp. tento turnajový systém umožňoval získat zlatou medaili judistovi, který již v turnaji prohrál.
Judisté byli rozděleni na amatéry a profesionály. Statut judisty posuzoval jednotlivý národní judistický svaz. Zápasilo se ve dvou třídách amatérské a otevřené. V otevřené třídě mohli nastoupit vedle profesionálů i amatéři.
- PA – 23. 4. 1965 – soutěž družstev, váhové kategorie otevřené třídy a kategorie bez rozdílu vah otevřené třídy[1]
- SO – 24. 4. 1965 – váhové kategorie amatérské třídy a kategorie bez rozdílu vah amatérské třídy[2]

## Československá stopa
Reprezentační družstvo se před mistrovství Evropy připravovalo v tělocvičně TJ Spoje Praha na Balkáně pod metodickým dohledem Vladimíra Lorenze.
Vedoucí výpravy: Ladislav Pikhart, šéftrenér reprezentace: Václav Bříza.
Na mistrovství Evropy startovali za Československo 3 judisté: 
- Michal Vachun (*1944) z TJ Slavia VŠ Praha startoval v lehké váze do 70 kg v otevřené (3. místo[4]) i amatérské třídě (bez umístění),
- Petr Jákl st. (*1941) z TJ Slavia VŠ Praha startoval v polostřední váze do 80 kg v otevřené (5. místo) i amatérské třídě (nenastoupil pro zranění),
- Ludvík Wolf (*1939) z TJ Spartak Praha Sokolovo startoval v polotěžké váze do 93 kg v otevřené (bez umístění) i amatérské třídě (bez umístění),
- náhradníci: Jiří Klenot z TJ Spartak Praha Sokolovo, Petr Rychlý z TJ Spartak Praha Sokolovo, Pavel Trojánek z ASD Dukla Plzeň.

## Výsledky
| Muži       | Muži       | Zlato | Stříbro                                                                                          | Bronz                                                                                         | Bronz |
| Muži       | Muži       | Váhové kategorie                                                                                               | Váhové kategorie                                                                                 | Váhové kategorie                                                                              | Váhové kategorie                                                                                         |
| ---------- | ---------- | --- | ------------------------------------------------------------------------------------------------ | --------------------------------------------------------------------------------------------- | --- |
| −63 kg     | Amatérská: | Oleg Stěpanov (URS)                                                                                            | Alexej Iljušin (URS)                                                                             | Serge Feist (FRA)                                                                             | Karl Reisinger (AUT)                                                                                     |
| −63 kg     | Otevřená:  | Alexej Iljušin (URS)                                                                                           | Sergej Suslin (URS)                                                                              | Kazimierz Jaremczak (POL)                                                                     | Anton Linskens (NED)                                                                                     |
| −70 kg     | Amatérská: | André Bourreau (FRA)                                                                                           | Günther Wiesner (GDR)                                                                            | Manfred Penz (AUT)                                                                            | Joachim Schröder (GDR)                                                                                   |
| −70 kg     | Otevřená:  | Vladimir Kuspiš (URS)                                                                                          | Brian Jacks (GBR)                                                                                | Salvador Álvarez (ESP)? Michel Lesturgeon (FRA)?                                              | Michal Vachun (TCH)                                                                                      |
| −80 kg     | Amatérská: | Wolfgang Hofmann (FRG)                                                                                         | Lionel Grossain (FRA)                                                                            | Anatolij Bondarenko (URS)                                                                     | Otto Smirat (GDR)                                                                                        |
| −80 kg     | Otevřená:  | Martin Poglajen (NED)                                                                                          | Patrick Clement (FRA)                                                                            | Raymond Ross (GBR)                                                                            | Gérard Buc (FRA)                                                                                         |
| −93 kg     | Amatérská: | Anzor Kibrocašvili (URS)                                                                                       | Yves Reymond (FRA)                                                                               | Jacques Le Berre (FRA)                                                                        | Jan Snijders (NED)                                                                                       |
| −93 kg     | Otevřená:  | Anatolij Judin (URS)                                                                                           | Joop Gouweleeuw (NED)                                                                            | Anthony Sweeney (GBR)                                                                         | Karl Nitz (GDR)                                                                                          |
| +93 kg     | Amatérská: | Herbert Niemann (GDR)                                                                                          | Parnaoz Čikviladze (URS)                                                                         | Horst Lieder (FRG)                                                                            | Willem Ruska (NED)                                                                                       |
| +93 kg     | Otevřená:  | Parnaoz Čikviladze (URS)                                                                                       | Günter Monczyk (FRG)                                                                             | Anton Geesink (NED)                                                                           | Alphonse Lemoine (FRA)                                                                                   |
| Muži       | Muži       | Zlato | Stříbro                                                                                          | Bronz                                                                                         | Bronz |
| Muži       | Muži       | Kategorie bez rozdílu vah                                                                                      |                                                                                                  |                                                                                               | |
| Amatérská: | Amatérská: | Anzor Kiknadze (URS)                                                                                           | Willem Ruska (NED)                                                                               | Jean-Pierre Dessailly (FRA)                                                                   | Anatolij Saunin (URS)                                                                                    |
| Otevřená:  | Otevřená:  | Alfred Meier (FRG)                                                                                             | Sydney Hoare (GBR)                                                                               | Anton Geesink (NED)                                                                           | Jacques Noris (FRA)                                                                                      |
| Muži       | Muži       | Zlato | Stříbro                                                                                          | Bronz                                                                                         | Bronz |
| Muži       | Muži       | Soutěž družstev                                                                                                |                                                                                                  |                                                                                               | |
|            |            | Sovětský svaz (URS) (Aaron Bogoljubov, Anatolij Bondarenko, Anzor Kiknadze, Anzor Kibrocašvili, Oleg Stěpanov) | Nizozemsko (NED) (Anton Geesink, Joop Gouweleeuw, Martin Poglajen, Willem Ruska, Peter Snijders) | Francie (FRA) (André Bourreau, Serge Feist, Georges Gress, Lionel Grossain, Jacques Le Berre) | Východní Německo (GDR) (Eberhardt Barth, Helmut Howiller, Herbert Niemann, Otto Smirat, Günther Wiesner) |